# Sivsko
En sivsko er en sko flettet af siv, nærmere betegnet søkogleaks. Sivskoens ophav er ikke klarlagt, men en historie peger på, at de oprindeligt, i 1800-tallet, blev brugt som noget, man satte uden på støvler for at holde på varmen. Dette har efter sigende bragt dem til Randers fra slagmarkerne omkring Dybbøl.

## Historien bag sivskoene
Det er svært at lokalisere den første sivsko. En historie tilskriver Slaget ved Dybbøl i 1864 en central betydning. Ifølge historien blev sivsko brugt til at trække uden på støvler, så folk kunne holde på varmen. Produktionen af sivsko har været meget udbredt omkring Randers og særligt Uggelhuse, en landsby ved Randers Fjord. Her skulle folk have fundet sivsko, der drev med strømmen, hvorefter de kopierede dem. Sidenhen blev det at fremstille sivsko vigtigt for mange fattige familiers økonomi. Der var ikke mange penge at tjene, men opkøberernes betaling var et regelmæssigt bidrag til mange husholdninger. Erhvervsudviklingen fik imidlertid sivskoproduktionen til næsten at stoppe. I dag er der ikke mange sivskomagere tilbage i området omkring Uggelhuse.

## Fremstilling af sivsko
Fremstilling af sivsko er en proces, der strækker sig fra høst af siv til fletning og syning. Sivene høstes i våde områder eller fjorde med lavt vand. Efter høsten stilles sivene til tørre for at forhindre, at de rådner, når de lagres. Når sivene har opnået en gullig farve, er de tørre nok til opbevaring. 
Inden sivene kan flettes, må de blødes op i vand, idet tørringen har gjort dem stive. Herefter flettes de til en stram fletning. Denne fletning rulles omkring en plade, der bestemmer størrelsen på skosålen. Når sålen er lavet, sys skoens overdel på. Til sidst bankes skoen til, så den får en pæn form.

## Sivsko i kulturen
Frank Hvam bar sivsko i Klovn-afsnittet, Sivsko og ægget.

## Eksterne links
- Historien om Sivsko fra Randers